# Beatmixing
Beatmixing é uma técnica de DJ que consiste em ter duas músicas a tocar ao mesmo tempo, fazendo coincidir os beats das mesmas.